# Distrito electoral 18 (Nebraska)
El distrito electoral 18 (en inglés: Precinct 18) es un distrito electoral ubicado en el condado de Cedar en el estado estadounidense de Nebraska. En el Censo de 2010 tenía una población de 151 habitantes y una densidad poblacional de 1,61 personas por km².

## Geografía
El distrito electoral 18 se encuentra ubicado en las coordenadas 42°29′24″N 97°25′2″O / 42.49000, -97.41722. Según la Oficina del Censo de los Estados Unidos, el distrito electoral 18 tiene una superficie total de 93.75 km², de la cual 93.74 km² corresponden a tierra firme y (0.01%) 0.01 km² es agua.

## Demografía
Según el censo de 2010, había 151 personas residiendo en el distrito electoral 18. La densidad de población era de 1,61 hab./km². De los 151 habitantes, el distrito electoral 18 estaba compuesto por el 98.01% blancos y el 1.99% eran amerindios.